# Piemont
Piemont (italsky Piemonte [pjeˈmonte]IPA) je kraj v severozápadní Itálii. Je ohraničen ze tří stran Alpami, v nichž pramení na území Piemontu řeka Pád. Sousedí s Lombardií, Ligurií, Emilií-Romagnou, Valle d'Aosta, Švýcarskem a Francií. Region má rozlohu 25 402 km², 4,4 miliónu obyvatel a dělí se na 8 provincií. Hlavním městem je Turín (Torino).

## Historie

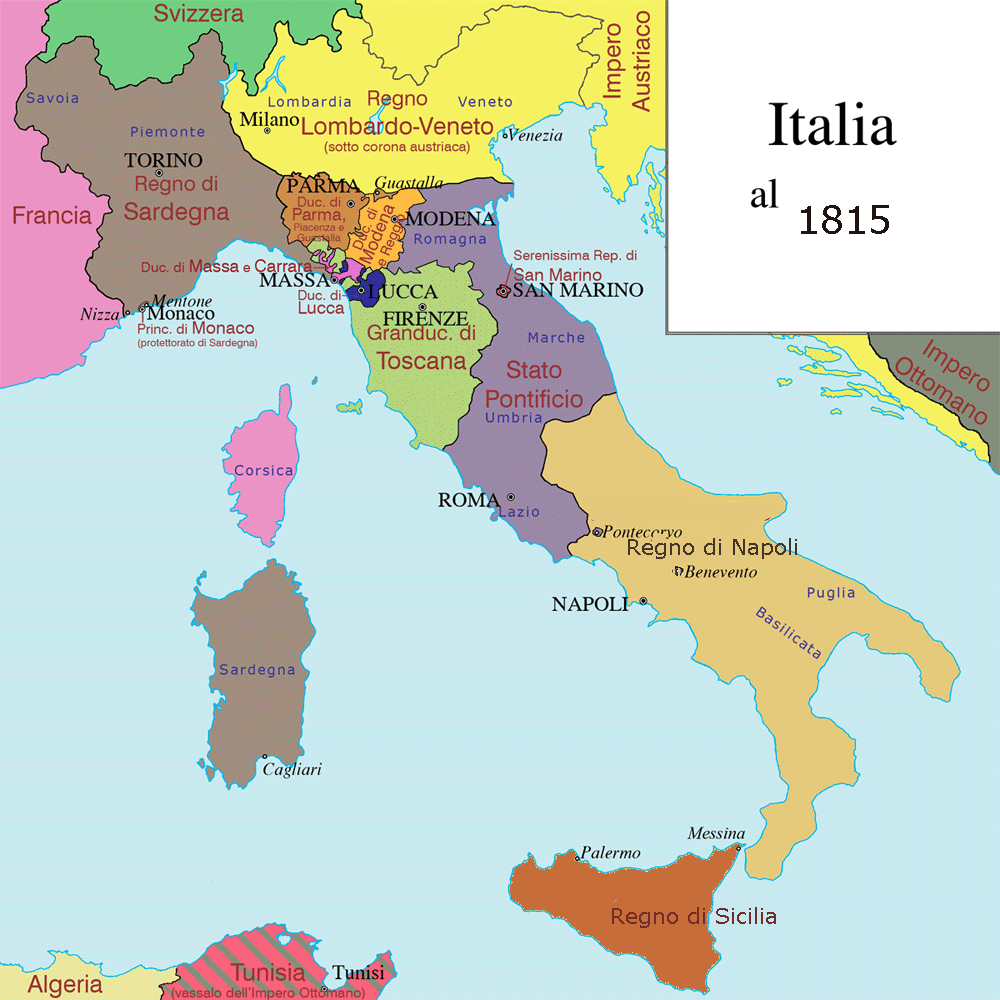
Itálie 1815

Nejstaršími známými obyvateli kraje byli Keltové. Okolo roku 222 před K. přišli do Piemontu Římané a založili zde město Augusta Taurinorum, dnešní Turín. Kraj byl úrodný, proto se zde velice rychle rozvíjelo osídlení. V období raného středověku zde vládli Langobardi, později Frankové, následně bylo území rozděleno na řadu malých knížectví. Od 10. století sílil vliv Turína. V roce 1418 se území stalo součástí Vévodství savojského s centrem ve Francii. V roce 1720 byla k Piemontu připojena Sardinie a vzniklo Sardinské království. Za vlády Napoleona byl Piemont dočasně připojen k Francii, roku 1814 bylo Sardinské království obnoveno a stalo se základem budoucího Italského království. V druhé polovině 19. století se Itálie začala sjednocovat. Italská královská dynastie byla původem savojská, i proto význam Piemontu rostl. Turín se postupně stal srdcem italské výroby automobilů (FIAT), strojírenství a textilního průmyslu. Migrovalo sem mnoho původních obyvatel jižní Itálie. Piemont se stal centrem letní i zimní turistiky.

## Geografie

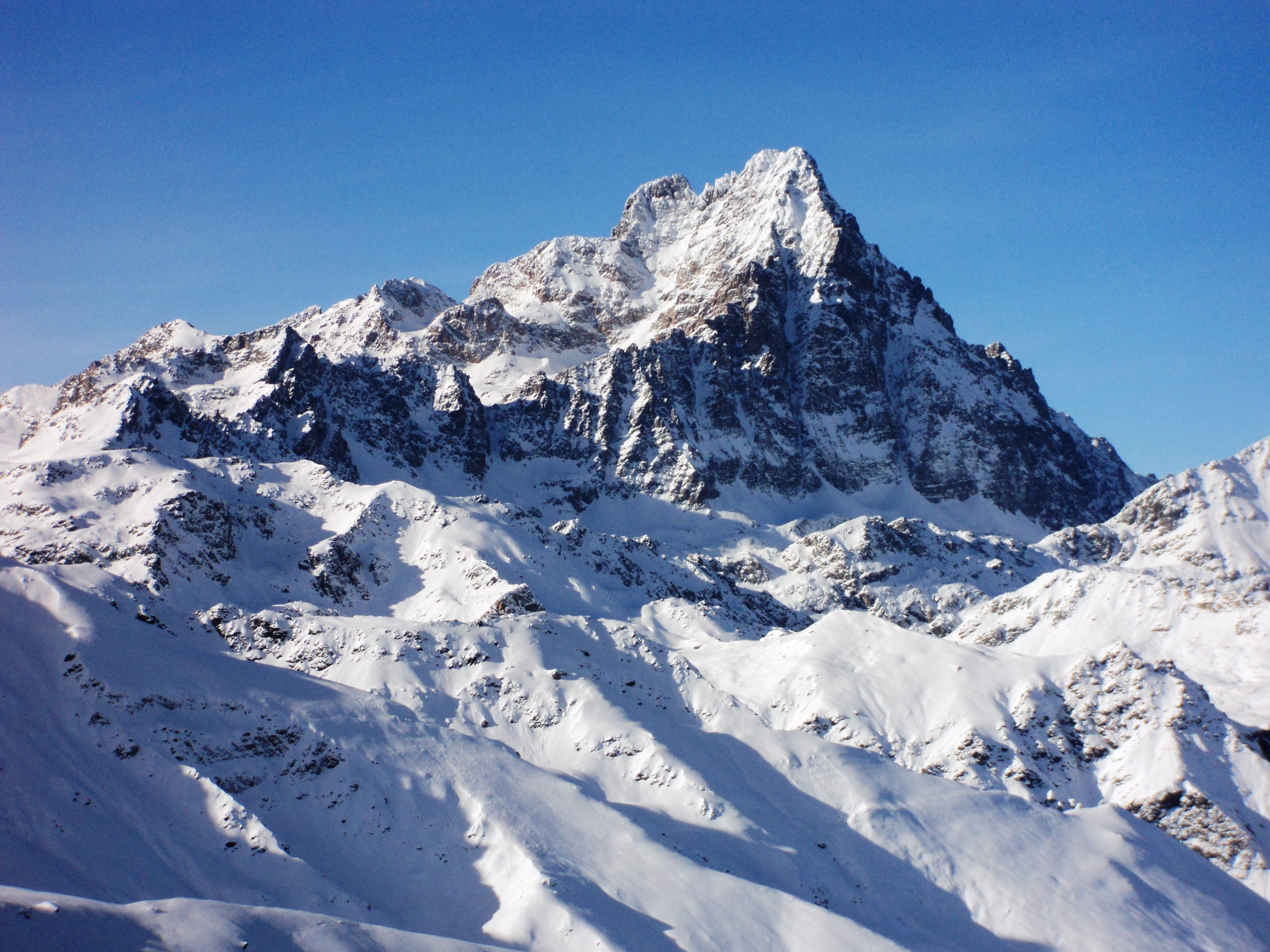
Kottické Alpy

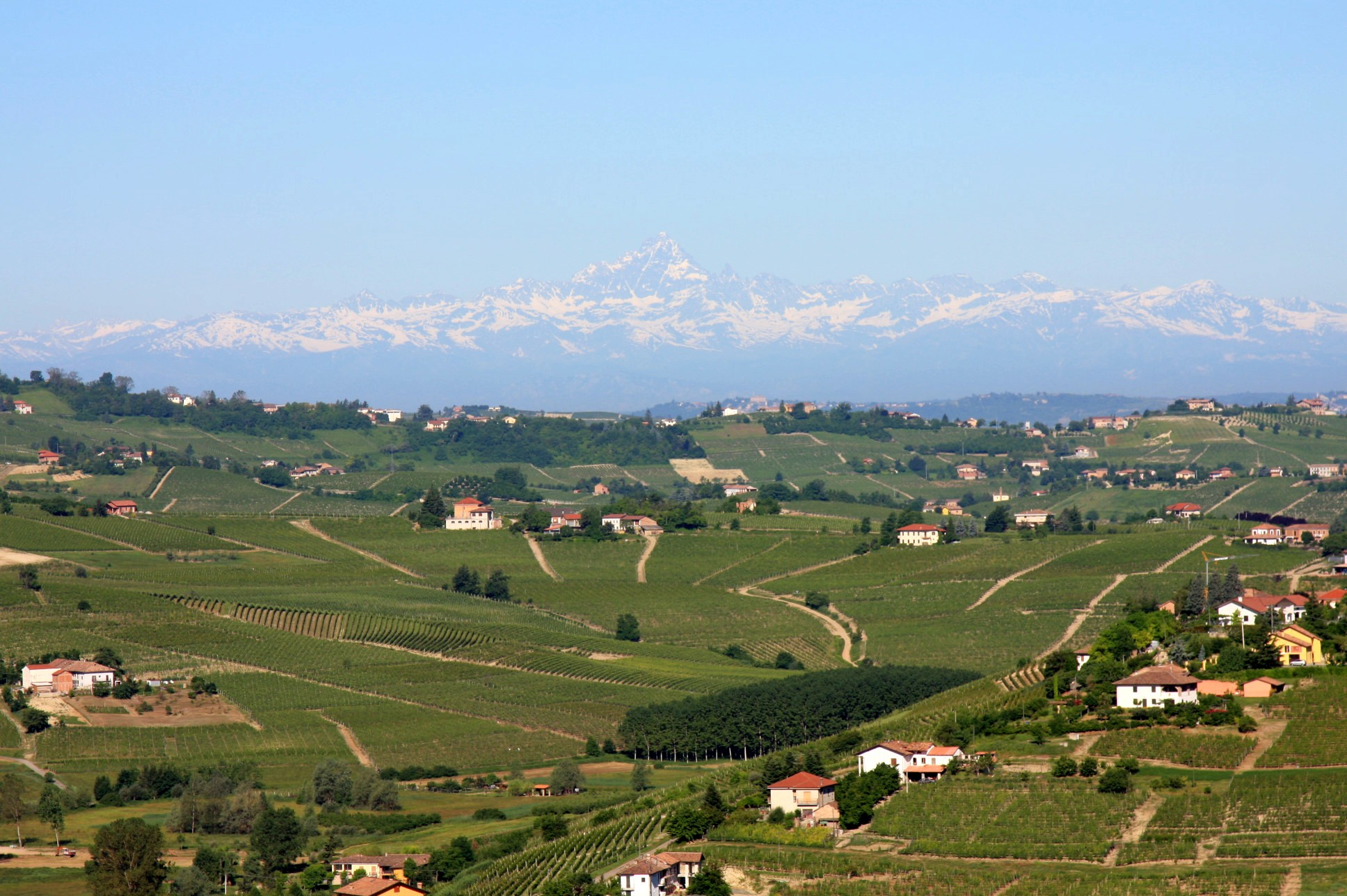
Montferrato

Povrch regionu je velmi různorodý, nachází se zde nejvyšší evropská horstva, a zároveň významné úrodné nížiny. Největší část zaujímají hory (43,5 %), následuje kopcovitý terén (30 %) a na roviny a nížiny připadá 26,5 % rozlohy. Na jihozápadě, západě a severu Piemontu se rozkládá část Západních Alp. Na jihozápadě leží podskupina Přímořské Alpy, severně od ní leží Kottické Alpy, nad nimi pak, na západě kraje, Grajské Alpy, na severu se nachází Penninské Alpy. Nejvyšší evropská hora Mont Blanc a slavný Matterhorn leží v malém kraji Údolí Aosty. Na jihovýchod Piemontu zasahují Ligurské Apeniny. Směrem do středu Piemontu přechází Alpy v kopcovitou krajinu a následně v centrální Pádskou nížinu. Výjimku tvoří zvlněná krajina Monferrata, jedna z nejznámějších italských vinařských oblastí. Pádská nížina je důležitou zemědělskou oblastí, pěstuje se zde hlavně obilí, rýže, zelenina a ovoce.
Řeky a jezera
Piemont je velmi bohatý na řeky. Vedle největší italské řeky Pádu jsou zde další významné řeky – Tanaro (276 km), Ticino (248 km), Dora Baltea (160 km), Sesia (140 km), Agogna (140 km), Dora Riparia (125 km), Maira (120 km).
K hlavním Piemontským jezerům náleží Lago Maggiore (212 km²), Lago d'Orta (18 km²) a Lago di Viverone (6 km²).

## Politika
V čele regionu stojí guvernér (Presidente), jenž je volen v přímé volbě na pětileté funkční období. Guvernér je zároveň hlavou regionální vlády (Giunta), jež se v současnosti skládá z osmi ministrů (Assessori). Nyní je guvernérem Alberto Cirio za stranu Forza Italia.
Legislativním sborem je Regionální zastupitelstvo (Consiglio Regionale), které má 51 členů a je voleno poměrným systémem. Volby probíhají společně s volbou guvernéra jednou za pět let.

### Výsledky posledních voleb do regionálního zastupitelstva (květen 2019)
|                      |                      |                             |                     |           |       |         |
| Koalice              | Koalice              | Strana                      | Strana              | Hlasy     | Hlasy | Mandáty |
| Koalice              | Koalice              | Strana                      | Strana              | Abs.      | %     | Mandáty |
|                      | CDX                  |                             | Liga severu         | 712 703   | 37.1  | 23      |
|                      | CDX                  | Forza Italia                | 161 137             | 8.4       | 6     |         |
|                      | CDX                  | Bratři Itálie               | 105 410             | 5.4       | 4     |         |
|                      | CDX                  | Ano pro TAV ano pro Piemont | 27 072              | 1.4       | 0     |         |
|                      | CDX                  | Unie středu                 | 22 179              | 1.2       | 0     |         |
| Středopravice celkem | Středopravice celkem | 1 028 501                   | 53.6                | 33        |       |         |
|                      | CSX                  |                             | Demokratická strana | 430 902   | 22.4  | 9       |
|                      | CSX                  | Chiamparino pro Piemont     | 63 933              | 3.3       | 2     |         |
|                      | CSX                  | Svobodní, rovní, zelení     | 46 570              | 2.4       | 1     |         |
|                      | CSX                  | Umírnění pro Chiamparina    | 36 125              | 1.9       | 1     |         |
|                      | CSX                  | Více Evropy                 | 34 993              | 1.8       | 0     |         |
|                      | CSX                  | Solidární demokracie        | 15 096              | 0.8       | 0     |         |
|                      | CSX                  | Piemont společně            | 11 183              | 0.6       | 0     |         |
| Středolevice celkem  | Středolevice celkem  | 638 802                     | 33.3                | 13        |       |         |
|                      | Hnutí pěti hvězd     | Hnutí pěti hvězd            | Hnutí pěti hvězd    | 241 014   | 12.6  | 5       |
|                      | Lid rodiny           | Lid rodiny                  | Lid rodiny          | 12 259    | 0.6   | 0       |
| Celkem               | Celkem               | Celkem                      | Celkem              | 1 920 576 | 100   | 51      |

## Administrativní celky

Provincie Piemontu

Piemont se skládá z 8 provincií.
- Provincie Alessandria
- Provincie Asti
- Provincie Biella
- Provincie Cuneo
- Provincie Novara
- Provincie Torino
- Provincie Verbano-Cusio-Ossola
- Provincie Vercelli

## Turismus – hlavní centra regionu

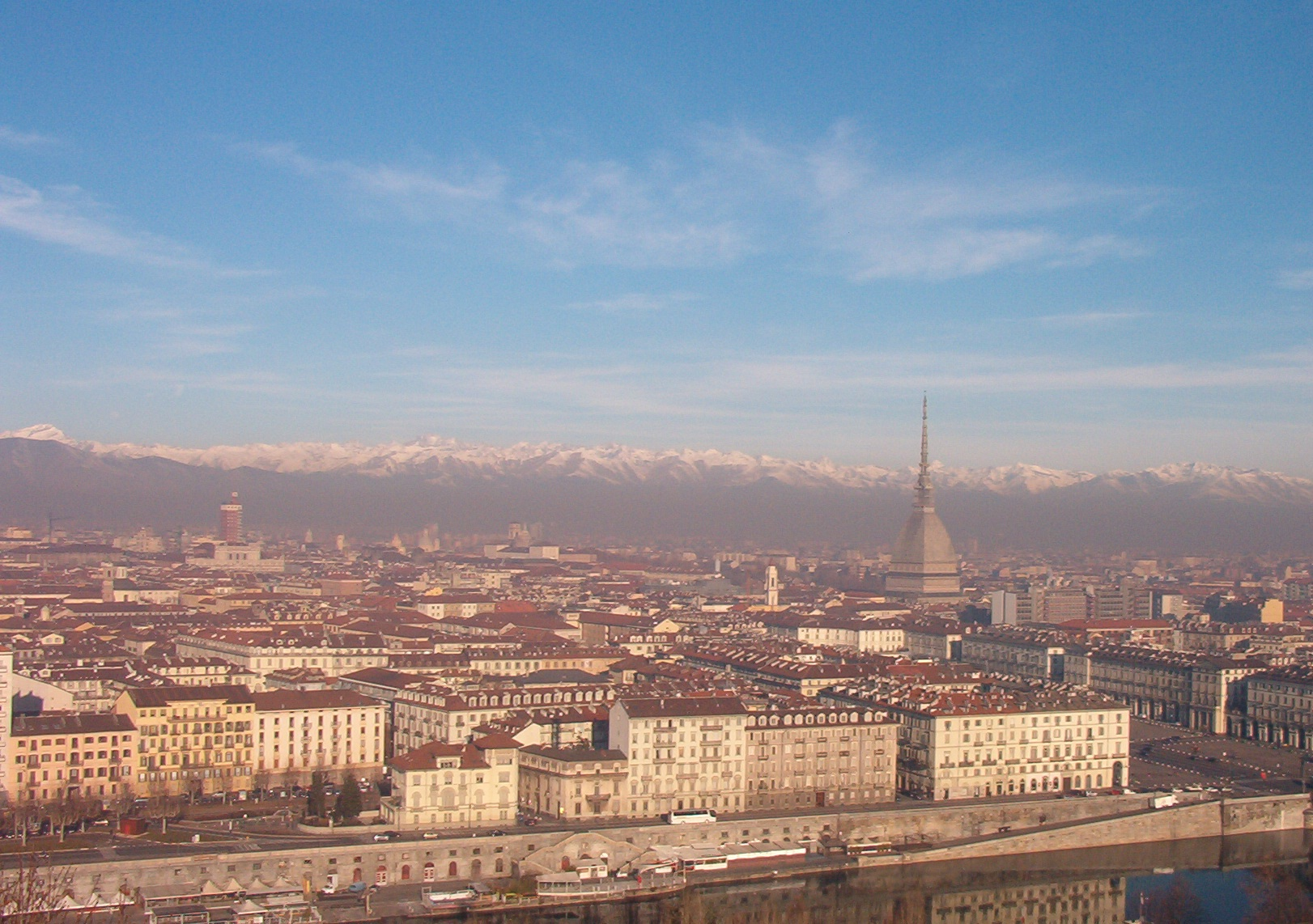
Turín

- Turín
- Novara
- Vercelli
- Susa
- Alessandria
- Asti
- Cuneo